# بريان غريغوري
بريان غريغوري (بالإنجليزية: Bryan Gregory)‏ هو كاتب أغاني وعازف قيثارة أمريكي، ولد في 20 فبراير 1951 في ديترويت في الولايات المتحدة، وتوفي في 10 يناير 2001 في آناهايم في الولايات المتحدة.